# Động đất Tây Tạng 2025
Động đất Tây Tạng 2025 là trận động đất xảy ra vào lúc 09:05 (CST), ngày 7 tháng 1 năm 2025. Trận động đất có cường độ 7,1 Mw, tâm chấn độ sâu khoảng 10 km. Trận động đất đã làm ít nhất 126 người chết và 338 người bị thương.